# NGC 3080
NGC 3080 is een spiraalvormig sterrenstelsel in het sterrenbeeld Leeuw. Het hemelobject werd op 1 april 1794 ontdekt door de Duits-Britse astronoom William Herschel.

## Synoniemen
- UGC 5372
- MCG 2-26-15
- MK 1243
- ZWG 64.25
- PGC 28910